# غونار اولسون (كاياكير)
غونار اولسون (بالسويدية: Gunnar Olsson)‏ هو راكب الكنو سويدي، ولد في 26 أبريل 1960 في Timrå ‏ في السويد.

## وصلات خارجية
- غونار اولسون على موقع أوليمبيديا (الإنجليزية)
- غونار اولسون على موقع اللجنة الأولمبية السويدية (السويدية)